# Unidades de volume
O volume é uma magnitude definida como o espaço ocupado por um corpo tridimensional. É uma função derivada,  pois se acha multiplicando as três dimensões.
Nas matemáticas o volume é uma medida que se define como os demais conceitos métricos a partir duma distância ou tensor métrico. 
Na física, o volume é uma magnitude física extensiva associada à propriedade dos corpos físicos de ser extensos, sendo possível mediante o princípio de exclusão de Pauli.
A unidade de medida de volume no Sistema Internacional de Unidades é o metro cúbico, embora temporalmente também se aceita o litro, que se utiliza com frequência na vida prática.

## Unidades de volume e capacidade
Se classificam 3 categorias: 
- Unidades de volume sólido. Estas unidades medem o volume de um corpo utilizando unidades de longitude ou comprimento elevadas à terceira potência. É chamado "volume sólido" porque na geometria se usa para medir o espaço que ocupam os corpos tridimensionais, e se sobreintende que o interior desses corpos não é oco, senão que é sólido.

- Unidades de volume líquido (também chamadas unidades de capacidade). Estas unidades foram criadas para medir o volume que ocupam os líquidos dentro dum recipiente.

- Unidades de volume de áridos. Estas unidades foram criadas para medir o volume que ocupam as colheitas (legumes, tubérculos, forragens e frutas) armazenadas em celeiros e silos. Estas unidades foram criadas porque há muitos anos não existia um método adequado para pesar todas as colheitas num tempo breve, e era mais prático pra fazê-lo usando volumes áridos. Atualmente, estas unidades são pouco utilizadas porque já existe tecnologia para pesar a colheita em tempo breve.

### Unidades de volume sólido

#### Sistema Internacional de unidades
- Metro cúbico: Unidade do SI. Deve-se considerar com os seguintes múltiplos e submúltiplos:

Múltiplos
- Quilômetro cúbico
- Hectômetro cúbico
- Decâmetro cúbico

Submúltiplos
- Decímetro cúbico
- Centímetro cúbico
- Milímetro cúbico

#### Sistema de medidas imperiais
- polegada cúbica
- pé cúbico
- jarda cúbica
- acre-pé
- milha cúbica

### Unidades de volume líquido (Unidades de capacidade)

#### Sistema internacional de unidades
- Litro. Devem-se considerar os seguintes múltiplos e submúltiplos:

Múltiplos
- Quilolitro
- Hectolitro
- Decalitro

Submúltiplos
- Decilitro
- Centilitro
- Mililitro

#### Sistema de medidas imperiais
Na Grã Bretanha
- barril
- galão
- quarto
- pinto
- gill
- onça líquida ou fluida
- dracma líquido ou fluido
- escrópulo líquido ou fluido
- minim

Nos Estados Unidos
- barril
- galão
- quarto
- pinto
- gill
- onça líquida ou fluida
- dracma líquido ou fluido
- minim

## Aconselhado a ver também...
- Unidades de medida
- Metrologia